# Муслимова, Аида Эдхемовна
Аида Эдхемовна Муслимова (каз. Аида Эдхемқызы Мүсілімова, род. 24 июля 1939, Джамбул) — советская и казахстанская шахматистка, мастер спорта СССР (1965), заслуженный тренер Республики Казахстан.
Первая казахская шахматистка, получившая звание мастера спорта СССР. Занималась под руководством Е. М. Брауна, позже — под руководством Н. Н. Гусева.
Участница четырех чемпионатов СССР (1962, 1965, 1966 и 1969 гг.).
Одиннадцатикратная чемпионка Казахской ССР (в том числе 1958, 1962, 1965, 1966, 1968, 1972, 1974, 1976, 1978 гг.).
Участница чемпионатов мира среди ветеранов 1995 и 1999 гг.
В составе сборной Казахской ССР участница Спартакиад народов СССР 1967, 1975 и 1979 гг., Всесоюзной шахматной олимпиады 1972 г.
В составе сборной ДСО «Динамо» участница командного чемпионата СССР 1968 г.
Была главным тренером женской сборной Казахстана на шахматной олимпиаде 1992 г. Под ее руководством команда вошла в десятку сильнейших (8-е место).

## Основные спортивные результаты
| Год  | Город          | Соревнование                                                              | + | −  | =  | Результат | Место |
| ---- | -------------- | ------------------------------------------------------------------------- | - | -- | -- | --------- | ----- |
| 1958 |                | Чемпионат Казахской ССР                                                   |   |    |    |           | 1     |
| 1962 |                | Чемпионат Казахской ССР                                                   |   |    |    |           | 1     |
|      | Рига           | 22-й чемпионат СССР                                                       | 3 | 12 | 4  | 5 из 19   | 19    |
| 1965 |                | Чемпионат Казахской ССР                                                   |   |    |    |           | 1     |
|      | Бельцы         | 25-й чемпионат СССР                                                       | 1 | 7  | 11 | 6½ из 19  | 19    |
| 1966 |                | Чемпионат Казахской ССР                                                   |   |    |    |           | 1     |
|      | Киев           | 26-й чемпионат СССР                                                       | 5 | 8  | 6  | 8 из 19   | 15—17 |
| 1967 | Москва         | IV Спартакиада народов СССР (сборная Казахской ССР, 1-я женская доска)    | 3 | 2  | 4  | 5 из 9    |       |
| 1968 |                | Чемпионат Казахской ССР                                                   |   |    |    |           | 1     |
|      | Москва         | Командный чемпионат СССР (сборная ДСО «Динамо», женская доска)            | 2 | 3  | 6  | 5 из 11   |       |
| 1969 | Гори           | 29-й чемпионат СССР                                                       | 7 | 4  | 8  | 11 из 19  | 7     |
| 1972 |                | Чемпионат Казахской ССР                                                   |   |    |    |           | 1     |
|      | Москва         | Всесоюзная шахматная олимпиада (сборная Казахской ССР, 1-я женская доска) |   |    |    |           |       |
| 1974 | Уральск        | Чемпионат Казахской ССР                                                   |   |    |    |           | 1     |
| 1975 | Рига           | VI Спартакиада народов СССР (сборная Казахской ССР, 1-я женская доска)    | 1 | 2  | 5  | 3½ из 8   |       |
| 1976 |                | Чемпионат Казахской ССР                                                   |   |    |    |           | 1     |
| 1978 |                | Чемпионат Казахской ССР                                                   |   |    |    |           | 1     |
| 1979 | Москва         | VII Спартакиада народов СССР (сборная Казахской ССР, 1-я женская доска)   | 0 | 4  | 5  | 2½ из 9   |       |
| 1987 | Наленчув       | Международный турнир                                                      | 2 | 2  | 7  | 5½ из 11  | 7     |
| 1995 | Бад-Либенцелль | Чемпионат мира среди ветеранов                                            |   |    |    |           | [ 8 ] |
| 1999 | Гладенбах      | Чемпионат мира среди ветеранов                                            |   |    |    | 6 из 11   | 7—10  |

## Изменения рейтинга
| Графики недоступны из-за технических проблем. См. информацию на Фабрикаторе и на mediawiki.org. |